# 比克內爾 (印地安納州)
比克內爾（英語：Bicknell）是一個位於美國印地安納州諾克斯縣的城市。

## 人口
根據2010年美國人口普查的數據，比克內爾的面積為3.50平方千米，當中陸地面積為3.50平方千米，而水域面積為0.00平方千米。當地共有人口2915人，而人口密度為每平方千米832.86人。